# Guarany de Sobral
Az Guarany Sporting Club, vagy Guarany de Sobral, egy brazil labdarúgócsapat, melyet 1938. július 2-án hoztak létre. Székhelye Sobral. A Cearense bajnokság résztvevője.

## Játékoskeret
2015. január 15-től
| # |     | Poszt | Név             |
| - | --- | ----- | --------------- |
|   | BRA | K     | Eliardo         |
|   | BRA | K     | Nilton          |
|   | BRA | V     | Eduardo         |
|   | BRA | V     | Johnny          |
|   | BRA | V     | Domingos        |
|   | BRA | V     | Juninho         |
|   | BRA | V     | Ray             |
|   | BRA | V     | Daniel          |
|   | BRA | V     | Kaio            |
|   | BRA | V     | Anderson        |
|   | BRA | KP    | Fernando Sobral |
|   | BRA | KP    | Ivo             |
|   | BRA | KP    | Dudu            |

| # |     | Poszt | Név             |
| - | --- | ----- | --------------- |
|   | BRA | KP    | Zé Augusto      |
|   | BRA | KP    | Wildson         |
|   | BRA | KP    | Elivelton       |
|   | BRA | KP    | Jean            |
|   | BRA | KP    | Victor Cearense |
|   | BRA | KP    | Patuta          |
|   | BRA | KP    | Roberto         |
|   | BRA | CS    | Marciel         |
|   | BRA | CS    | Savio           |
|   | BRA | CS    | Danilo Pitbull  |
|   | BRA | CS    | Zé Willian      |
|   | BRA | CS    | Jadson          |